# Pentila rogersi
Pentila rogersi är en fjärilsart som beskrevs av Druce 1907. Pentila rogersi ingår i släktet Pentila och familjen juvelvingar. Inga underarter finns listade i Catalogue of Life.